# Antoinette Quinche
Antoinette Quinche (* 25. Februar 1896 in Diesse; † 13. Mai 1979 in Lausanne) war eine Schweizer Politikerin (FDP), Frauenrechtlerin und prägende Persönlichkeit der Schweizer Frauenstimmrechtsvereine.

## Leben
Quinche besuchte in Lausanne ein Gymnasium und absolvierte 1923 an der Universität Lausanne ein Rechtsstudium. Sie war die erste selbstständig praktizierende Anwältin im Kanton Waadt. Von 1932 bis 1935 war sie Präsidentin des Schweizerischen Verbands der Akademikerinnen und von 1932 bis 1959 der Association vaudoise pour le suffrage féminin. Ab 1928 war sie im Zentralvorstand und ab 1945 bis 1951 Vizepräsidentin des Schweizerischen Verbands für das Frauenstimmrecht.
Von 1937 bis 1952 war Quinche Präsidentin der Gesetzesstudien- und Versicherungskommission des Bundes Schweizerischer Frauenvereine (BSF). Sie war Mitglied der eidgenössischen Expertenkommission für die Revision des Bürgerrechtsgesetzes, Gründerin der FDP-Frauengruppe Lausanne und Mitglied der kantonalen Parteileitung.
1952 verlangte Quinche gemeinsam mit anderen die Eintragung ins Stimmregister ihrer Gemeinde und ihren Stimmausweis. Die Gemeinden lehnten ab, worauf Quinche bis vor Bundesgericht ging, um ihre Rechte einzufordern. Das BG Lausanne lehnte die Klage mit der Begründung ab, dass die Tradition höher wiege als die in der Verfassung verankerte Rechtsgleichheit.: «Le Tribunal fédéral considère de plus que l’introduction du suffrage féminin reviendrait à modifier un régime juridique profondément enraciné et qu’elle ne pourrait dès lors avoir lieu que par une révision de la constitution et non par la simple voie de l’interprétation.» (Das Bundesgericht hält zudem fest, dass die Einführung des Frauenstimmrechts eine tief verwurzelte juristische Ordnung ändern würde, und dass sie deshalb nur durch eine Verfassungsänderung und nicht durch den einfachen Weg der Auslegung möglich ist.)
Quinche übersetzte in der Zeit des Spanischen Bürgerkriegs im Jahr 1937 die Schrift La révolution espagnole vue par une républicaine von Clara Campoamor, die 1931 das Frauenwahlrecht in Spanien durchgesetzt hatte, aus dem Spanischen ins Französische.

## Fussnoten
1. ↑  50 Jahre Frauenstimmrecht in der Schweiz. Abgerufen am 18. März 2021.

| Personendaten    | Personendaten                              |
| ---------------- | ------------------------------------------ |
| NAME             | Quinche, Antoinette                        |
| KURZBESCHREIBUNG | Schweizer Frauenrechtlerin und Politikerin |
| GEBURTSDATUM     | 25. Februar 1896                           |
| GEBURTSORT       | Diesse                                     |
| STERBEDATUM      | 13. Mai 1979                               |
| STERBEORT        | Lausanne                                   |